# Kleitarchos (Historiker)
Kleitarchos (griechisch Κλείταρχος Kleítarchos) war ein antiker griechischer Geschichtsschreiber. Er lebte vermutlich Ende des 4./Anfang des 3. Jahrhunderts v. Chr. und verfasste als einer der Alexanderhistoriker eine Darstellung der Taten Alexanders des Großen. Zwar ist das Werk heute nur in einigen Fragmenten überliefert, es hatte aber bedeutenden Einfluss auf die Tradition zu Alexander dem Großen, insbesondere den Alexanderroman.

## Leben
Das Leben des Kleitarchos ist aufgrund der mangelhaften Quellenlage nur ansatzweise zu rekonstruieren und mit vielen Unsicherheiten behaftet. Aufgrund einiger Bemerkungen bei antiken Historikern sowie Hinweisen in den erhaltenen Fragmenten geht eine Mehrzahl der Forscher von folgender Version aus:
Kleitarchos war ein Sohn des Geschichtsschreibers Dinon von Kolophon. Seine im mittelalterlichen byzantinischen Lexikon Suda enthaltene Vita ist verloren, und so existieren nur wenige verstreute Angaben zu seiner Biographie. Schon seine ungefähre Lebenszeit ist nur sehr annähernd zu bestimmen. Sein Vater schrieb wohl unter Alexander dem Großen (regierte 336–323 v. Chr.) eine bis mindestens 344 v. Chr. reichende Geschichte Persiens. Der Philosoph Stilpon soll Lehrer des Kleitarchos gewesen sein, nachdem er diesen als Schüler vom Kyrenaiker Aristippos abgeworben hatte. Es ist unbekannt, ob Kleitarchos den Makedonenkönig, dessen Leben er beschrieb, noch kennenlernte und ob er am Alexanderzug teilnahm; wenigstens letzteres ist sehr unwahrscheinlich. Laut Plinius dem Älteren verfasste er seine mindestens 12, eher 14 Bücher umfassende, nur sehr fragmentarisch erhaltene Alexandergeschichte nicht allzu lange nach dem im späten 4. Jahrhundert v. Chr. schreibenden Historiker Theopompos. Nach der proptolemäischen Tendenz von Kleitarchos’ Werk zu schließen, verfasste er es wohl im von den Ptolemäern beherrschten ägyptischen Alexandria.

## Werk und Forschungsfragen
Die von einigen Althistorikern vertretene Ansicht, dass Kleitarchos erst wesentlich später im 3. Jahrhundert v. Chr. geschrieben habe, bleibt eine Minderheitsmeinung. Auch die Angabe eines erst 2007 erstveröffentlichten Papyrus aus Oxyrhynchos, dass Kleitarchos der Lehrer des ägyptischen Königs Ptolemaios IV. (regierte 221–204 v. Chr.) gewesen sei, hält Luisa Prandi, eine der wichtigsten Kleitarchos-Forscherinnen, für falsch; sie hält an der Frühdatierung von Kleitarchos fest. Für die bisherige Mehrheitsmeinung (communis opinio) der früheren Datierung spricht unter anderem, dass Kleitarchos von antiken Schriftstellern meist in die Nähe der ersten Generation von Alexanderhistorikern gestellt wird, von denen die meisten Zeitgenossen Alexanders waren. Besonders gewichtig ist daneben die als verlässlich geltende Nachricht Plinius des Älteren, dass Kleitarchos’ Vater Dinon war, dessen Geschichtswerk (allerdings mit eigenen Unsicherheiten) in das 4. Jahrhundert v. Chr. datiert wird.
Bei der Datierung ist auch die schwer zu klärende, aber von der Forschung eifrig diskutierte Frage relevant, ob Kleitarchos nach oder vor der Veröffentlichung des Berichts Ptolemaios’ I. schrieb. Ptolemaios hatte als hoher Offizier und enger Freund Alexanders am Alexanderzug teilgenommen, wurde anschließend König von Ägypten und Begründer der Ptolemäer-Dynastie und schrieb außerdem einen eigenen (uns ebenfalls nur fragmentarisch erhaltenen) Bericht über den Alexanderzug. Felix Jacoby, der bedeutende Sammler und Herausgeber der Fragmente antiker griechischer Geschichtsschreiber, stellte die These einer relativen Chronologie der ältesten Alexanderhistoriker auf, nach der Kleitarchos um 300 v. Chr. und somit sicher nach Kallisthenes von Olynth und wohl auch nach Onesikritos sowie Nearchos schrieb, aber vor Ptolemaios I. und Aristobulos. Zur Begründung der Annahme, dass Kleitarchos vor Ptolemaios schrieb, dient etwa die Beobachtung, dass die Fragmente des Ptolemaios sehr wenig Übereinstimmung mit jenen des Kleitarchos aufweisen. So polemisiert Quintus Curtius Rufus gegen die Darstellung des Kleitarchos, dass Ptolemaios einer der Lebensretter Alexanders bei dessen gefährlichem Kampf in einer Burg des indischen Stamms der Maller gewesen sei, da Ptolemaios selbst in seinen Erinnerungen dies verneinte. Auch berichtete Kleitarchos über den angeblichen Besuch der Amazonenkönigin Thalestris bei Alexander als historische Tatsache, während Ptolemaios diese Erzählung als fiktiv zurückwies. Die erwähnten auffälligen Diskrepanzen sind möglicherweise damit erklärbar, dass Kleitarchos sein Werk vor Ptolemaios verfasste und dieser ausdrücklich die Darstellung seines Vorgängers korrigierte.
Die Verteilung des Stoffes auf die einzelnen Bücher von Kleitarchos’ Werk ist nur sehr rudimentär anhand der wenigen Zitate mit Angabe der Buchzahl möglich. So wird aus seinem ersten Buch eine Angabe über die nach der Niederwerfung Thebens (335 v. Chr.) gemachte Beute zitiert. Im vierten Buch referierte Kleitarchos in einem Exkurs über die Geschichte Sardanapals. Nach diesem und einem weiteren erhaltenen Fragment vermutet Felix Jacoby, dass am Ende des vierten Buches die Schlacht bei Issos (333 v. Chr.) und im fünften Buch die Belagerung von Tyros (332 v. Chr.) berichtet wurde. Im zehnten Buch wurde wohl die Annahme des persischen Hofzeremoniells durch Alexander geschildert. Weiterhin gab das zwölfte Buch einen Bericht über die Gymnosophisten, wonach wohl zu schließen ist, dass in diesem Buch Alexanders Indienfeldzug dargestellt wurde. Von Kleitarchos’ Bericht über Indien sind die meisten Bruchstücke erhalten. Insgesamt dürfte das Werk etwa 14 Bücher umfasst haben.
Sein Material entnahm Kleitarchos unter anderem der Geschichte des Kallisthenes, der als offizieller Hofhistoriograph mit Alexander mitgereist war. Er stützte sich ferner auf Berichte von anderen Teilnehmern des Alexanderzugs, darunter einfachen Soldaten, aus deren Perspektive manche Passagen wie der beschwerliche Übergang über den Hindukusch erzählt werden. Im ptolemäischen Alexandria konnte Kleitarchos vermutlich mit zahlreichen Veteranen des Alexanderzuges sprechen, die sich gemeinsam mit Ptolemaios dort niedergelassen hatten. Auch die heute nur fragmentarisch erhaltenen Bücher von Nearchos und Onesikritos, Offizieren Alexanders, die ebenfalls am Alexanderzug teilgenommen hatten und später als Historiker darüber berichteten, standen ihm wohl als Quellen zur Verfügung. Für eine Verwendung der letzteren beiden Autoren spricht vor allem die Ausführlichkeit des Berichts des Kleitarchos über den Indienfeldzug Alexanders, an dem sich Nearchos und Onesikritos in führender Stellung beteiligt hatten, bei gleichzeitiger Nähe mit den vor allem über Arrian erhaltenen Zeugnissen der beiden Offiziere. Eine weitere Quelle könnte Polykleitos von Larisa gewesen sein, ein makedonischer Historiker und Geograph, der wie Kleitarchos davon ausging, dass das Kaspische Meer ähnlich groß sei wie das Schwarze Meer.

## Nachleben
Lange kritisierten Historiker, dass Kleitarchos den populär-romanhaften und dramatischen Episoden den Vorzug vor einer wenigstens ansatzweise kritischen Durchsicht seiner Quellen gab. Er schilderte nicht nur die rein militärischen Geschehnisse, sondern flocht auch ethnographische und geographische Ausführungen ein. Nicht selten waren ihm, so die Kritik, literarische Effekte wichtiger als die historische Realität. Für die „Gegenrichtung“ steht in diesem Urteil die Anabasis Arrians. Auch die Kritik gesteht jedoch zu, dass Kleitarchos zwar viel Unglaubhaftes niederschrieb, aber er bewahrte auch manch interessante Episode. Sein Urteil über Alexander war kritisch, er schrieb ihm tyrannenhafte Züge zu. Dennoch wollte er den König anscheinend nicht in ganz ungünstigem Licht zeigen, denn er billigte ihm durchaus Herrschertugenden wie Milde, Tapferkeit und Großzügigkeit zu.
Gerade die romanhafte Ausschmückung und die dramatisierende effektvolle Darstellung, die gezielt den Leser erstaunen sollte, sorgte wohl für den Erfolg von Kleitarchos’ Werk, das anscheinend die am meisten gelesene antike Alexandergeschichte war. Es entfaltete bei einigen späteren Alexanderhistorikern eine beträchtliche Wirkung und bildete den Ausgangspunkt der sogenannten Vulgatatradition, in der das erzählerische Element stark in den Vordergrund trat (siehe auch Alexanderroman). In der modernen Alexanderforschung setzt sich im Gegensatz zur älteren verstärkt die Meinung durch, dass nicht nur Arrian, sondern auch die Vulgata-Überlieferung und somit Kleitarchos trotz der dortigen romanhaften Darstellung öfters im Kern glaubwürdiges, wertvolles Material über Alexander liefert.
Viele spätere Autoren schöpften direkt oder indirekt aus dieser Quelle. So nehmen viele Althistoriker wie Eduard Schwartz und Felix Jacoby an, dass das den Alexanderzug behandelnde 17. Buch von Diodors Historischer Bibliothek ein alleiniges und direktes, stark kürzendes Exzerpt aus Kleitarchos ist. Demnach habe Diodor keine Zusatzquellen zu Rate gezogen, so dass insbesondere seine Darstellung zur Rekonstruktion von Kleitarchos’ Werk herangezogen werden könne. Auch Pompeius Trogus und Quintus Curtius Rufus verwerteten in erster Linie Material aus der Darstellung des Kleitarchos, das ihnen möglicherweise von einer Zwischenquelle vermittelt wurde. Noch in römischer Zeit war das Werk sehr beliebt, was etwa Plinius der Ältere in seiner Naturalis historia festhielt.